# Бхумихары

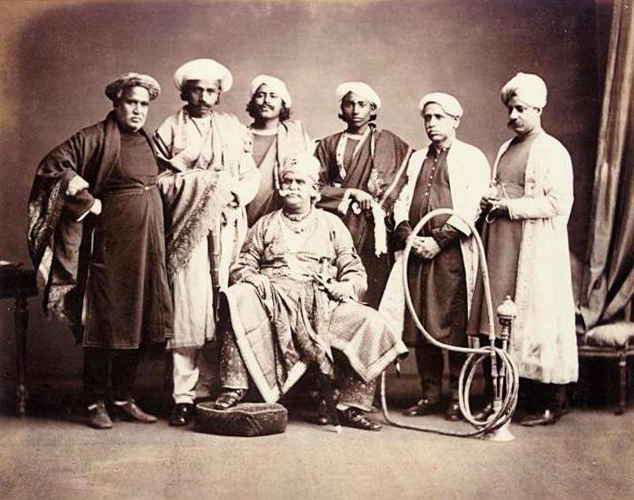
Махараджа Бенареса из касты бхумихаров. XIX век

Бхумихары (также известны как бхумихар-брахманы, бхуинхары и бабханы) — брахманская землевладельческая каста, распространённая в Индии и Непале. В период британского правления бхумихары являлись одной из самых влиятельных землевладельческих групп Восточной Индии, они управляли девятью небольшими туземными княжествами и владели обширными поместьями в регионе. Бхумихары играли важную роль в крестьянском движении Индии, а в период независимости заметно влияли на политику в Бихаре.
Большинство бхумихаров — индуисты, но имеется и мусульманская ветвь касты. Бхумихары настаивают на своём аристократическом происхождении, но их варновая принадлежность к брахманам оспаривается другими кастами. Сегодня бхумихары — преимущественно зажиточная землевладельческая каста, также широко представленная среди городской верхушки Бихара и Уттар-Прадеша.

## Численность и распространение
Основным ареалом расселения бхумихаров является бихарский регион Митхила (левобережная часть штата с городами Музаффарпур, Дарбханга, Пурния, Катихар, Чхапра, Хаджипур, Бегусарай и Мадхубани). Другими регионами проживания бхумихаров являются Непал (Джанакпур и Биратнагар), Магадх (правобережная часть Бихара), Джаркханд, Пурванчал (восточная часть Уттар-Прадеша с городами Горакхпур и Варанаси), Бунделкханд и северная часть Западной Бенгалии (Райгандж, Малда и Дарджилинг). За пределами Индии и Непала крупнейшие общины бхумихаров имеются на островах Маврикий и Тринидад. В северном Бихаре и Непале бхумихары говорят на майтхили и баджика, в южном Бихаре и Джаркханде — на магахи и ангика, в Уттар-Прадеше — на бходжпури и авадхи, в Мадхья-Прадеше — на бундели.
По состоянию на 1980 год бхумихары составляли 3,9 % населения Бихара. После того, как в 2000 году из состава Бихара был выделен штат Джаркханд, доля бхумихаров в населении Бихара увеличилась с 3 % до 6 %. По состоянию на 2011 год в Бихаре насчитывалось около 6 млн бхумихаров.

## Этимология
Слово бхумихар имеет относительно недавнее происхождение, впервые оно упоминается в отчётах Соединённых провинций Агра и Ауд за 1865 год. Оно происходит от слова бхуми («земля»), указывая на статус землевладельческой касты. Термин «бхумихар-брахманы» получил распространение в сообществе в конце XIX века, когда бхумихары стали претендовать на происхождение от этой высшей индуистской варны. Альтернативное название бабхан появилось как искажённое разговорное название брахманов на бихарских диалектах.

## Варновая принадлежность
Сами бхумихары считают себя брахманами, однако их варновая принадлежность является предметом споров как среди индийских историков, так и в среде остальных брахманов. Согласно справочнику Macmillan Publishers, изданному в 1901 году, в древности бхумихары приняли буддизм и потеряли высокий статус брахманов, опустившись до простых земледельцев. Однако историк Рам Шаран Шарма опровергал эту теорию из-за отсутствия надёжных свидетельств. С его слов, термин «бхумихар-брахманы» появился лишь в 1920-х годах благодаря видному крестьянскому лидеру Сахаджананду Сарасвати, который сам происходил из бхумихаров Северо-Западных провинций. Согласно некоторым современным индийским учёным, бхумихары являются брахманами-землевладельцами, которые перестали брать милостыню, выполнять пуджу и другие религиозные ритуалы (точно так же перешли к земледелию и другие субкасты брахманов — тиаги в западном Уттар-Прадеше, заминдар-брахманы в Бенгалии, читпаваны в Махараштре, мохиалы в Пенджабе, часть намбудири в Керале и анавил-брахманов в Гуджарате).
Как и другие амбициозные касты, бхумихары в конце XIX века влились в процесс санскритизации (повышения своего социального статуса в варно-кастовой иерархии). Заминдары и правители княжеств из числа бхумихаров начали основывать кастовые ассоциации (сабхи), которые мобилизовали сообщество вокруг продвижения требований о получении статуса брахманов. «Прадхан Бхумихар Брахман Сабха» («Главная ассамблея бхумихар-брахманов») была основана в Патне в 1889 году с целью лоббировать интересы касты перед властями. В 1896 году была основана «Бхумихар Брамин Махасабха» («Большая ассамблея бхумихар-брахманов»), вслед за которой появились местные сабхи в Музаффарпуре (1899), Патне (1899), Гае (1900) и Саране (1908). Во время переписи 1901 года бхумихары подали множество прошений о причислении себя к брахманам. Однако британские власти отметили в переписи, что бхумихары лишь происходят от брахманов, поставив их немного выше раджпутов и каястхов. Комиссар по переписи в Британской Индии сэр Герберт Хоуп Рисли полагал, что бхумихары были ветвью раджпутов.
Несмотря на неудачу, ассоциации бхумихаров продолжили давление на британские власти с целью официально признать их брахманами. Лидеры бхумихаров утверждали, что, в отличие от других высших каст, они более рьяно оберегали кастовую иерархию и свою кастовую «чистоту». «Бхумихар Брамин Махасабха» проводила ежегодные собрания в Бихаре и Уттар-Прадеше. Среди видных руководителей ассоциации первой половины XX века был писатель, реформатор и философ Сахаджананд Сарасвати (лидер общины бхумихаров Патны), активно защищавший брахманский статус. Под влиянием идей Сарасвати бхумихары отказались от самоназвания «бабхан» и стали повсюду продвигать термин «бхумихар-брахман» (однако «бабхан» остался в употреблении в Бихаре). Признанные брахманы не одобрили попытки бхумихаров требовать равного с ними статуса и даже перестали посещать дома бхумихаров для проведения религиозных церемоний.

## История

### Древний и средневековый период
Существуют многочисленные мифы и легенды относительно происхождения бхумихаров. Согласно одной из легенд, предки бхумихаров были брахманами, которые заняли место кшатриев, которых убил Парашурама. Другая легенда утверждает, что бхумихары произошли от брахманов, женившихся на кшатрийках. Согласно другим версиям, бхумихары — потомки раджпутов, женившихся на брахманках, или брахманы, перешедшие в буддизм и потерявшие своё высокое положение в индийском обществе. Сами бхумихары не признают мифы, в которых упоминается их «смешанность», «нечистокровность» и «упавший статус», но утверждают, что произошли от истинных брахманов.
К XVI веку бхумихары управляли значительными территориями в восточной Индии, особенно в северном Бихаре. К концу XVIII века, наряду с бихарскими раджпутами, бхумихары являлись крупнейшими землевладельцами региона. Бхумихары, раджпуты и мусульманские правители изгнали из северного Бихара многих местных правителей и заняли их земли (именно так в Уттар-Прадеше и Бихаре на положении низких каст оказались племена черо и бхар, ранее населявшие Митхилу).
Ослабление сюзеренитета Моголов над отдельными регионами Северной Индии привело к тому, что бхумихарам удалось создать несколько автономных и полузависимых государственных образований. Например, сборщик налогов в области Авадх Балвант Сингх объявил себя махараджей Бенареса. В 1750—1760-х годах бхумихары успешно защищали свою независимость от наваба Авадха, однако в 1775 году Бенарес попал под протекторат британской Ост-Индской компании. Другими туземными княжествами и феодальными заминдарами, которыми управляли бхумихары, являлись Беттиах Радж, Текари Радж, Хатхва Радж, Тамкухи Радж, Махешпур Радж, Пакур, Шеохар и Махишадал.

### Британский период
Отличительная кастовая идентичность бхумихаров в значительной мере сложилась посредством военной службы. На начальном этапе британской экспансии в Бенгалии и Бихаре (вторая половина XVIII века) многие бхумихары сражались против англичан. После поражения бенгальского наваба Сираджа уд-Даулы Ост-Индская компания начала массово вербовать в сипаи бхумихаров, которых колонизаторы причислили к «воинственной расе». Например, со времён губернаторства Уоррена Гастингса и до Сипайского восстания бхумихары и раджпуты из Бихара и Авадха составляли большинство в Бенгальской армии и служили своеобразным «противовесом» бенгальцам.
Помимо проведения кампании за присвоение статуса брахманов, кастовые ассоциации бхумихаров играли важную роль в повышении уровня благосостояния и грамотности среди соплеменников. В 1899 году «Бхумихар Брамин Махасабха» при финансовой помощи влиятельных заминдаров открыла в Музаффарпуре колледж. К 1920 году 10 % бхумихаров Бихара были грамотны, что делало их одной из самых образованных каст регионы (хотя бхумихары значительно отставали от каястхов, среди которых уровень грамотности достигал 33 %).
В первой половине XX века бхумихары ощутили на себе последствия экономических трудностей, связанных с дроблением земельных участков между наследниками и падением цен на сельскохозяйственную продукцию во время Великой депрессии 1929 года. В этот период кастовые ассоциации пытались облегчить положение бхумихаров, помогая им с доступом к образованию и работе в городах. Значительная власть в Бихаре была сконцентрирована в руках ассоциаций трёх каст — бхумихаров, раджпутов и каястхов. В 1914 и 1916 годах бихарские бхумихары поднимали восстания против навязанного им колонизаторами выращивания индиго.
Когда Махатма Ганди в 1917 году начал кампанию сатьяграха против выращивания индиго в Мотихари, к нему присоединились многие видные бхумихары, в том числе Шри Кришна Сингх, Карьянанд Шарма и Сахаджананд Сарасвати. В «Бхумихар Брамин Махасабха» соперничали две влиятельные фракции — богатые землевладельцы во главе с Ганешем Дуттой и бедные арендаторы во главе с Сахаджанандом Сарасвати. Землевладельцы были лояльны по отношению к британским властям, а крестьяне-бхумихары поддерживали борьбу Ганди. Растущие противоречия между фракциями привели к расколу ассоциации в 1925—1926 годах.
Большим влиянием в британский период пользовались махараджи-бхумихары Бенареса и Беттиаха. Из среды бхумихаров вышли видные колониальные администраторы сэр Ганеш Дутт (возглавлял британскую провинцию Бихар и Орисса), Шри Кришна Сингх (возглавлял правительство Бихара после раздела провинции на Бихар и Ориссу) и Рам Даялу Сингх (спикер законодательной ассамблеи Бихара). Однако, бхумихары принимали активное участие и в борьбе за независимость. Например, помощниками видного революционера Бхагата Сингха были бхумихары Йогендра Шукла и Кишори Прасанна Синха. Крестьянское движение Сарасвати в 1936 году вылилось во «Всеиндийский крестьянский союз», близкий к Коммунистической партии Индии (в Бихаре и в союзе, и в компартии многие годы доминировали именно бхумихары).

### Период независимости
Во второй половине XX век вся власть в Бихаре фактически находилась в руках четырёх каст — бхумихаров, бихарских раджпутов (известных как пурбийя), каястхов и митхил-брахманов. Они доминировали в политике штата, занимали большинство мест в правительстве и университетах, контролировали распределение средств в фондах развития. Первым главой правительства штата Бихар был бхумихар Шри Кришна Сингх (1946–1961). После смерти Сингха в 1961 году политическая гегемония бхумихаров в Бихаре постепенно уменьшалась. Небольшое число лидеров общины продолжали играть значительную роль в бихарском отделении Индийского национального конгресса, несколько бхумихаров Бихара представляли Конгресс в Раджья сабха (в том числе влиятельный Шьям Нандан Прасад Мишра) .
Бхумихаром был и Чандрашекхар Сингх, возглавлявший правительство Бихара в 1983—1985 годах. Влияние бхумихаров на политической арене Бихара значительно сократилось после поражения Конгресса на выборах в Законодательное собрание штата в 1990 году. На смену бхумихарам пришли более низкие касты, такие как ядавы во главе с Лалу Прасадом Ядавом. На всеобщих выборах 1999 года в Лок сабху прошли всего три бхумихара (два члена Бхаратия джаната парти и один член Конгресса). Несколько лидеров бхумихаров заняли руководящие посты в партиях благодаря поддержке низких каст. Долгое время бихарские бхумихары традиционно поддерживали Бхаратия джаната парти и Национально-демократический альянс, однако позже разочаровались в них, отдав свои голоса за Раштрия джаната дал.
После того, как политическое влияние бхумихаров сократилось, некоторые из них примкнули к запрещённой военизированной организации «Ранвир Сена», созданной в 1994 году богатыми землевладельцами из числа высших каст. Вооружённые отряды этой организации участвовали в нападениях на левых активистов, представлявших интересы низких каст, вступали в перестрелки с наксалитами и были причастны к резне 1997 года, когда в деревне Лакшманпур были убиты около 60 неприкасаемых.

## Мусульманские бхумихары
Бхумихары-мусульмане (бхуинхар или бхумихар-патхан) встречаются в Уттар-Прадеше, главным образом в округе Гхазипур. Как и касты тияги и нагары, бхумихары утверждают, что были брахманами, ставшими землевладельцами и принявшими ислам. Обращение бхумихаров в ислам произошло в период, когда в Делийском султанате правили афганские династии Лоди (1451—1526) и Суриды (1532–1556).
Бхумихары-мусульмане принадлежат к готре Кинвар. В XII веке они прибыли из Падампура в Баллия и разделились на три большие группы. Одна из групп поступила на службу к местному князю, однако вскоре свергла его и захватила власть над городом Бирпур (современный округ Супаул). Именно бхумихары, утвердившиеся в Бирпуре и Гхазипуре, и обратились позже в ислам.
В отличие от бхумихаров-индуистов, мусульмане не придерживаются строгой клановой экзогамии и вступают в браки с женщинами из ближайших семей. Ранее бхумихары-мусульмане владели обширными землями в районе Бара (округ Гхазипур), сейчас они преимущественно крестьянское сообщество. Бхумихары говорят на бходжпури и урду, все вопросы внутри общины решает кастовый панчаят. Формально бхумихары сунниты, однако сохранили многие элементы и ритуалы индуизма.

## Культура и традиции
Бхумихары стараются следовать традициям и ритуалам брахманов, однако с оговорками. Христианский миссионер Мэттью Шеринг написал в 1872 году, что бхумихары выполняют только три из шести предписанных брахманам обязанностей: они дают милостыню, но не принимают её; они преподносят подношения изображениям божеств, но не проводят ритуалов, как священнослужители; они читают священные тексты, но не преподают и трактуют их, как остальные брахманы.
Некоторые бхумихары из Музаффарпура, ведущие своё происхождение от хуссейни-брахманов, вместе с шиитами участвуют в траурных процессиях во время Мухаррама. Нередко за пределами основного ареала расселения (Митхила и Пурванчал) бхумихары ассимилируются и воспринимают местные традиции. Например, в деревне Чандипур (округ Муршидабад в Западной Бенгалии) после смерти британских владельцев бхумихары стали хозяевами обширных плантаций индиго. Теперь они полностью перешли на бенгальский язык, стали поклоняться Кали как главному божеству и другими жителями рассматриваются как истинные брахманы.
Бхумихары носят те же фамилии, что и брахманы и раджпуты Северной Индии. В Бихаре в XX веке бхумихары стали широко использовать «престижные» фамилии Шарма и Пандит, распространённые у брахманов и кшатриев. Также среди бхумихаров нередко встречаются «брахманские» фамилии Мишра, Дикшит, Тиван, Патак, Панде и Упадхиайя. Бхумихарам также свойственно добавлять к имени среднее имя или фамилию Сингх, которая обычно отождествляется с кшатриями, особенно с раджпутами.
Поскольку уже в период британского правления среди бхумихаров существовала значительная прослойка грамотных и образованных людей, из их среды вышло немало выдающихся литераторов, в том числе поэты Рамдхари Сингх Динкар и Гопал Сингх Непали, писатели Рахул Санкритьяйян и Рамбрикш Бенипури. Предки нобелевского лауреата Видиадхара Сураджпрасада Найпола также были бхумихарами.